# United States Marine Hospital of Louisville
L'United States Marine Hospital est un hôpital de Louisville (Kentucky) construit en 1845. Il est considéré comme l'hôpital d'avant guerre de Sécession le mieux préservé des États-Unis. Il s'agit du dernier hôpital toujours existant parmi les sept hôpitaux construits par le Marine Hospital Service, et il a survécu à deux tornades importantes. Le bâtiment a subi une forte rénovation en 1899 et sa forme actuelle date de cette époque. Le bâtiment a été dessiné par l'architecte Robert Mills qui a entre autres dessiné le Washington Monument.  

## Histoire
L'hôpital ouvre ses portes en 1852 pour des patients provenant du secteur naval. Durant la guerre de Sécession, il soigne aussi bien les blessés nordistes que sudistes. L'hôpital soigne de nombreux blessés de la Première Guerre mondiale. Durant les années 1930, il est également utilisé pour loger du personnel soignants d'hôpitaux proches avant de fermer ses portes en 1933. La ville rachète les bâtiments en 1950 pour 25 000 dollars et l'emploie un court instant comme hôpital pour maladie chronique.
Dans les années 1950, il sert à loger le personnel soignant de l'hôpital voisin. Il est vidé de 1976 à 2007. Depuis 1997, il fait partie du register national des lieux historiques. En 2003, l'hôpital reçoit un don de 375 000 dollars pour sa restauration. Le bâtiment est rouvert au public depuis 2007 pour accueillir différentes activités. L'université de Louisville pourrait y installer un centre local de soins.